# Ragoli (Italie)
Pour les articles homonymes, voir Ragoli.
Ragoli est une ancienne commune italienne de moins de 1 000 habitants située dans le val Giudicarie (province autonome de Trente - région du Trentin-Haut-Adige) dans le nord-est de l'Italie. Elle fusionne avec Montagne et Preore le 1er janvier 2016 pour former Tre Ville.

## Géographie
Ragoli est situé sur la gauche orografique du fleuve Sarca, à 556m. d'altitude et aux pieds du mont Irone (1864m.). Elle jouit d'un climat particulièrement doux, dû à son exposition au sud-est. Coltura et Pez sont les deux petites fractions qui complètent la Commune de Ragoli, alors que le noyau est formé par quatre agglomérations : Fevri, Vigo, Bolciana et Baltram. Ceux-ci sont sis sur un monticule de déjection à différentes positions et unis entre eux de ruelles et beaux grands escaliers. Au XXe siècle dernier le pays de Ragoli était connu pour ses carrières de marbre, desquelles furent extraits des blocs de dimensions considérables, utilisés dans la construction. Les villages d'Irone et Cerana, décimés par la peste en 1630, restent encore inaltérés dans leur structure urbanistique et architecturale. Ragoli est sis à l'entrée du Val d'Algone, qui constitue le principal accès au Parc Naturel d' Adamello-Brenta du sud-est. Ragoli est aussi le siège des Regole Spinale Manez, organisme d'intérêt public qui regroupe les habitants des communes de Ragoli, Montagne et Preore.

## Histoire
Les premiers habitants des Giudicarie montèrent de la plaine du Pô en suivant la Vallée Valle del Chiese. Ils trouvèrent un territoire inhabité, bien protégé des vents, caractérisé par un climat particulièrement doux, riche en eau, terres fertiles, pâturages, bois et gibier. Ils s'installèrent ici, au néolithique, autour du IIIe millénaire av. J.-C. Des sites préhistoriques et néolithiques ont été mis au jour à Fiavè, Vigo Lomaso, Stenico, Storo, avec des prémices de l'homme paléolithique dans les nombreuses grottes de la vallée.
Par après, les Romains vinrent de Brescia:  des Acta Triumphalia (117 av. J.-C.) ressort une expédition victorieuse de Marius contre les Steni. La romanisation se complète rapidement. Ainsi, les habitants des vallées de Garde, des Chiese et du Sarca sont rattachées à la tribu Fabia, dépendant de Brescia, dans le cadre administratif de la Dîme Royale et les populations locales, qui avaient obtenu la citoyenneté romaine de Claude en l'an 46-47, sont réparties en vici (villages) caractérisés par une autonomie considérable et de l'usage communautaire, indivis du sol agricole, des pâturages et des bois. Des ustensiles romains, pour la plupart des monnaies, ont été découvertes dans cette région.
La christianisation du Val Rendena, rattachée à la ville de Brescia, commence au IIIe siècle. Aux martyrs de cette époque, Faustino et Giovita, patrons de Brescia, sont dédiés deux églises giudicariesi, la paroissiale de Cavrasto - Bleggio et le cimetière de Ragoli. La période romaine se termine en 405[Quoi ?] avec la lapidation à Spiazzo, de S. Vigilio, troisième évêque de Trente et évangélisateur. Pouvoir et représentation passent du préteur à l'évêque et l'Église recueille l'héritage de l'empire.

## Administration
| Période                                  | Période  | Identité        | Étiquette     | Qualité |
| ---------------------------------------- | -------- | --------------- | ------------- | ------- |
| 17/05/2010                               | En cours | Matteo Leonardi | liste civique |         |
| Les données manquantes sont à compléter. |          |                 |               |         |

### Communes limitrophes
Tuenno, Dimaro, Pinzolo, Molveno, San Lorenzo in Banale, Stenico, Montagne, Preore, Tione di Trento, Comano Terme